# Анна Берсенева
Анна Берсенева (настоящее имя — Татья́на Алекса́ндровна Со́тникова; род. 1 апреля 1963, Грозный, ЧИАССР, РСФСР, СССР) — российская писательница, сценарист, преподаватель литературы, литературный критик и колумнист.

## Биография
Училась в Белорусском государственном университете и в аспирантуре Литературного института имени А. М. Горького.
Преподавала в Литературном институте им. Горького в Москве (до 2020, доцент) и в Свободном университете (с 2022, профессор). Кандидат филологических наук.
В 1995 году издала свой первый роман под псевдонимом Анна Берсенева, 15 её произведений экранизировано.
18 августа 2023 года была внесена Минюстом РФ в реестр «иностранных агентов».
Муж — писатель и сценарист Владимир Сотников, живут в Германии с 2020 года.
Младший сын — Даниил Владимирович Сотников, журналист «Дождя».

## Участие в творческих и общественных организациях
- Член Содружества русскоязычных литераторов Германии (СЛоГ)[4]

## Фильмография
- 2006 — Капитанские дети
- 2006 — Слабости сильной женщины
- 2008 — Элина Быстрицкая. Железная леди (документальный)
- 2008 — Ермоловы
- 2009 — Дом без выхода
- 2010 — Как же быть сердцу
- 2011 — Ключи от счастья
- 2012 — Личные обстоятельства
- 2013 — Вангелия
- 2013 — Серьёзные отношения
- 2015 — Орлова и Александров
- 2017 — Ангел-хранитель

## Книги
- Трилогия «Женщины да Винчи» (2012-2015).
- «Вокзал Виктория»  (2015).

Трилогия «Совпадения»:
- первая книга — «Сети Вероники»
- вторая книга — «Песчаная роза»
- третья книга — роман «Рейнское золотое», Канада (2023)